# Tramways unifiés de Liège et extensions
Pour les articles homonymes, voir Ancien tramway de Liège.
La société Tramways unifiés de Liège et extensions  (TULE), devenue Société des transports intercommunaux de l'agglomération liégeoise  (STIAL) en 1961, puis Société des transports intercommunaux de Liège (en 1964) est une société de transport en commun créée à Liège le 21 avril 1928 à la suite d'une fusion entre plusieurs sociétés de trams.

## Histoire

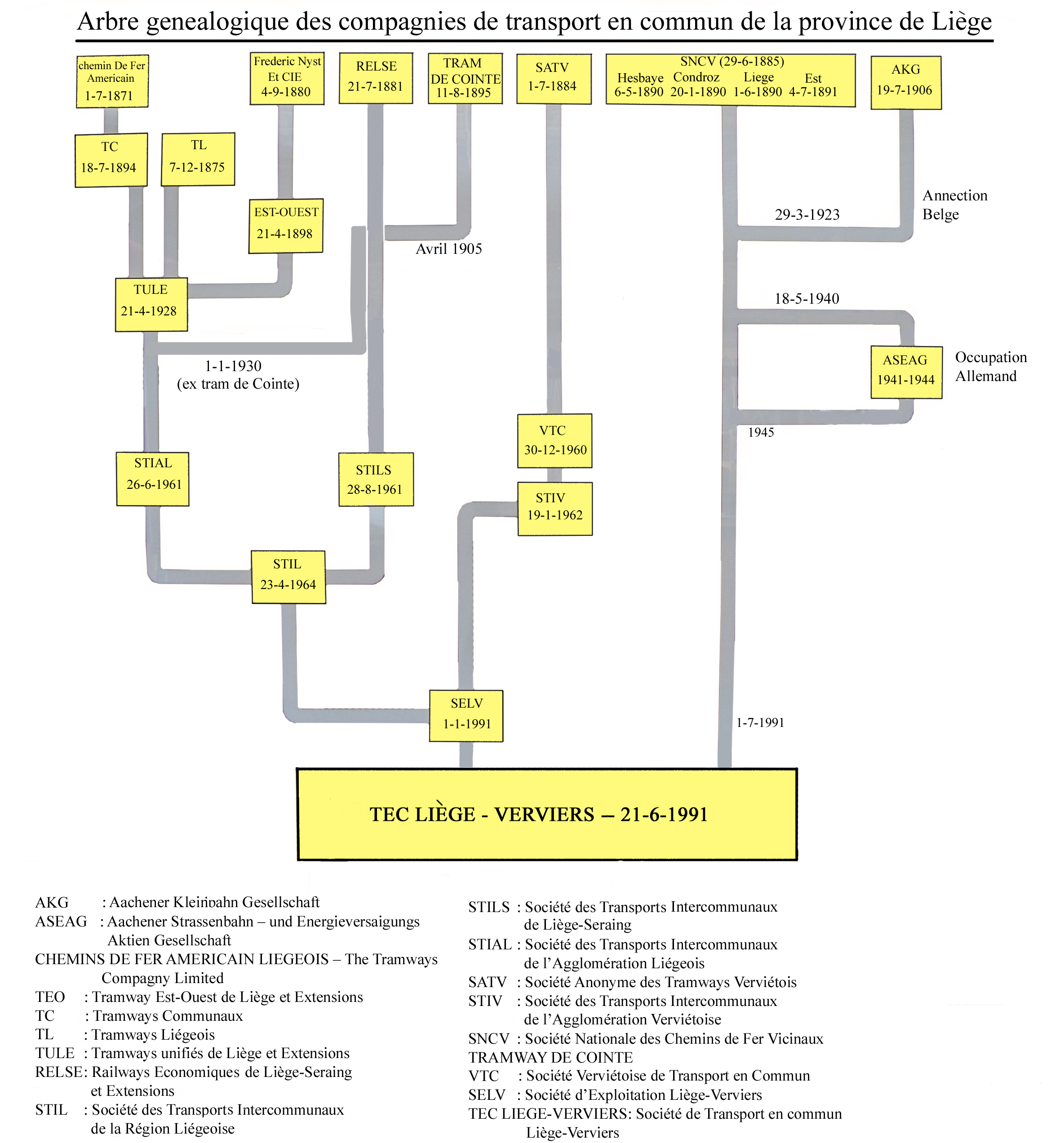
Compagnies de tramways dans la province de Liège.

La Société Tramways unifiés de Liège et extensions (TULE) résulte de la fusion entre les Tramways Communaux (TC), les Tramways Liégeois (TL) et les Tramways Est-Ouest de Liège et Extensions (EO) le 21 avril 1928.
La société TULE décide de moderniser le réseau en remplaçant le tramway sur certains itinéraires par le trolleybus. Le tramway est conservé sur les axes principaux et modernisé avec la livraison d'une série de 25 motrices en 1930.
Le 1er juillet 1930, elle fait l'acquisition des tramways de Cointe qu'elle converti la même année en trolleybus, il s'agit de la ligne 20 Liège - Cointe.
En 1960, il ne reste que trois lignes de tramways.
La société TULE change de nom et devient Société des Transports de l'Agglomération Intercommunaux Liégeoise (STIAL) le 1er juillet 1961. Elle disparaît le 23 avril 1964 dans une fusion avec la Société des transports interurbains de Liège-Seraing (STILS) pour devenir la Société des Transports Intercommunaux de Liège (STIL). En 1990-1991, la STIL fusionnera finalement avec la Société des Transports Intercommunaux de Verviers (STIV) puis avec la TEC qui résulte de la scission de la SNCV, ce qui donnera naissance aux TEC Liège-Verviers.

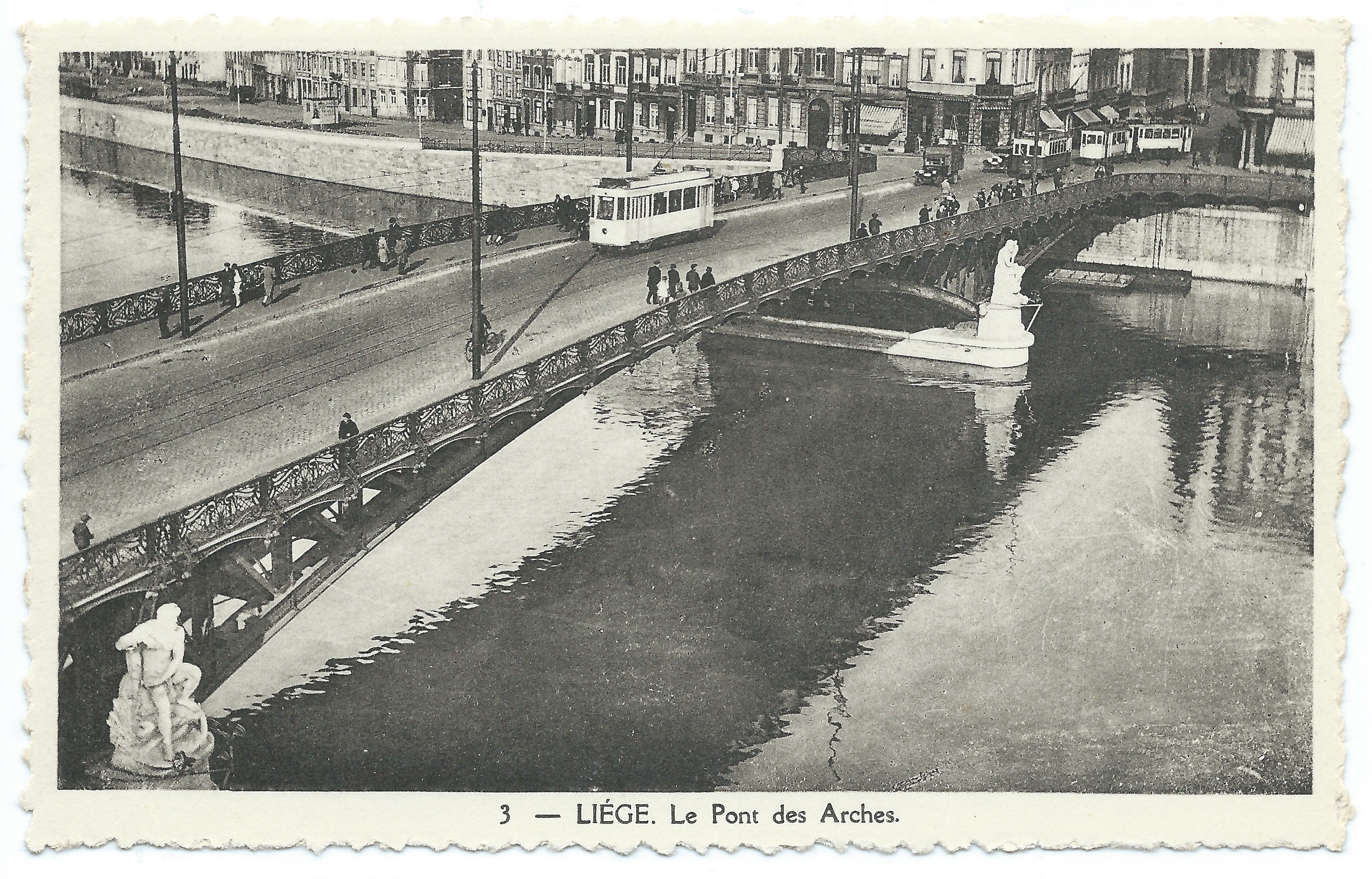
Un tram sur le Pont des Arches (Motrice type Ragheno)
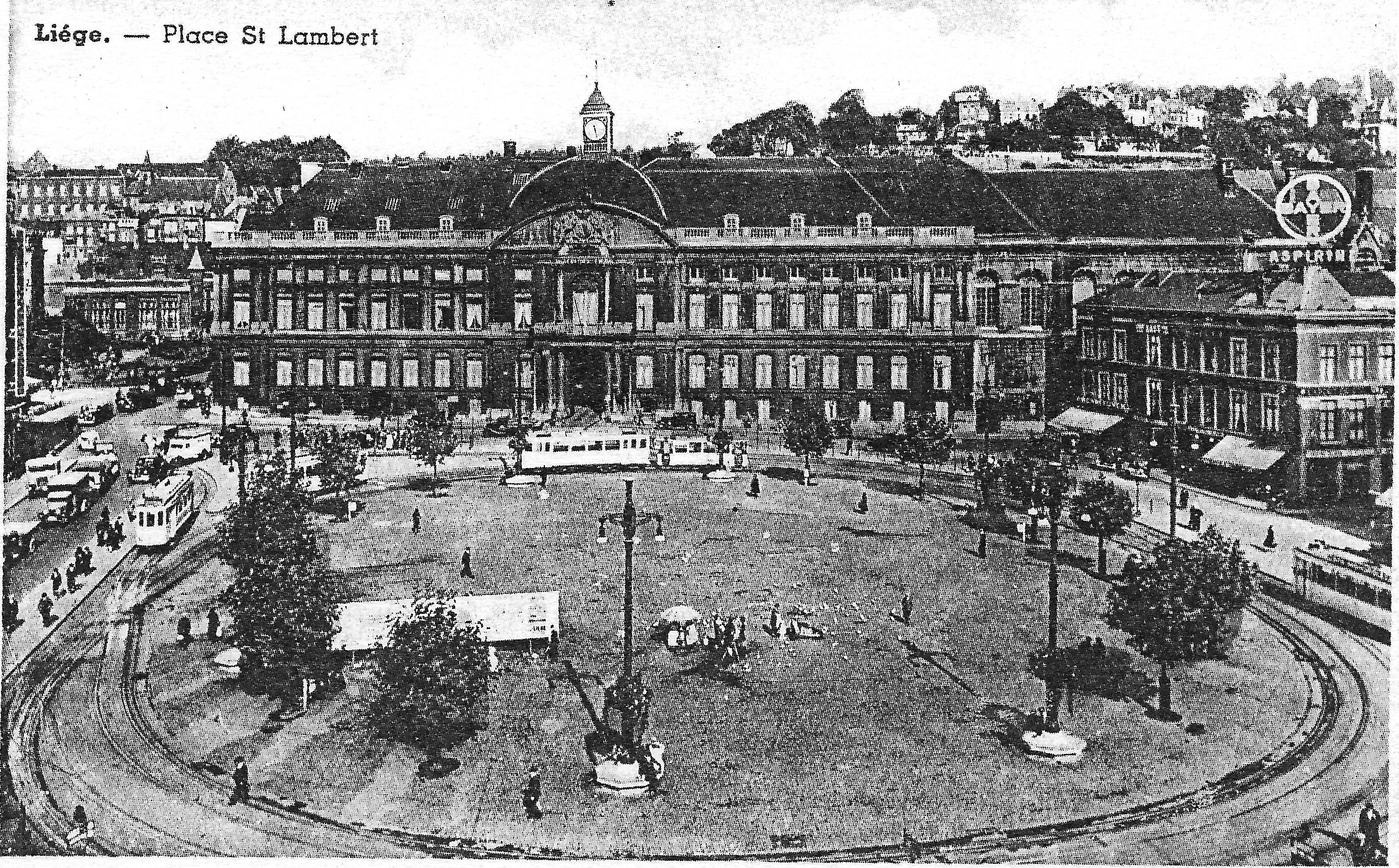
Les trams  Place Saint-Lambert.
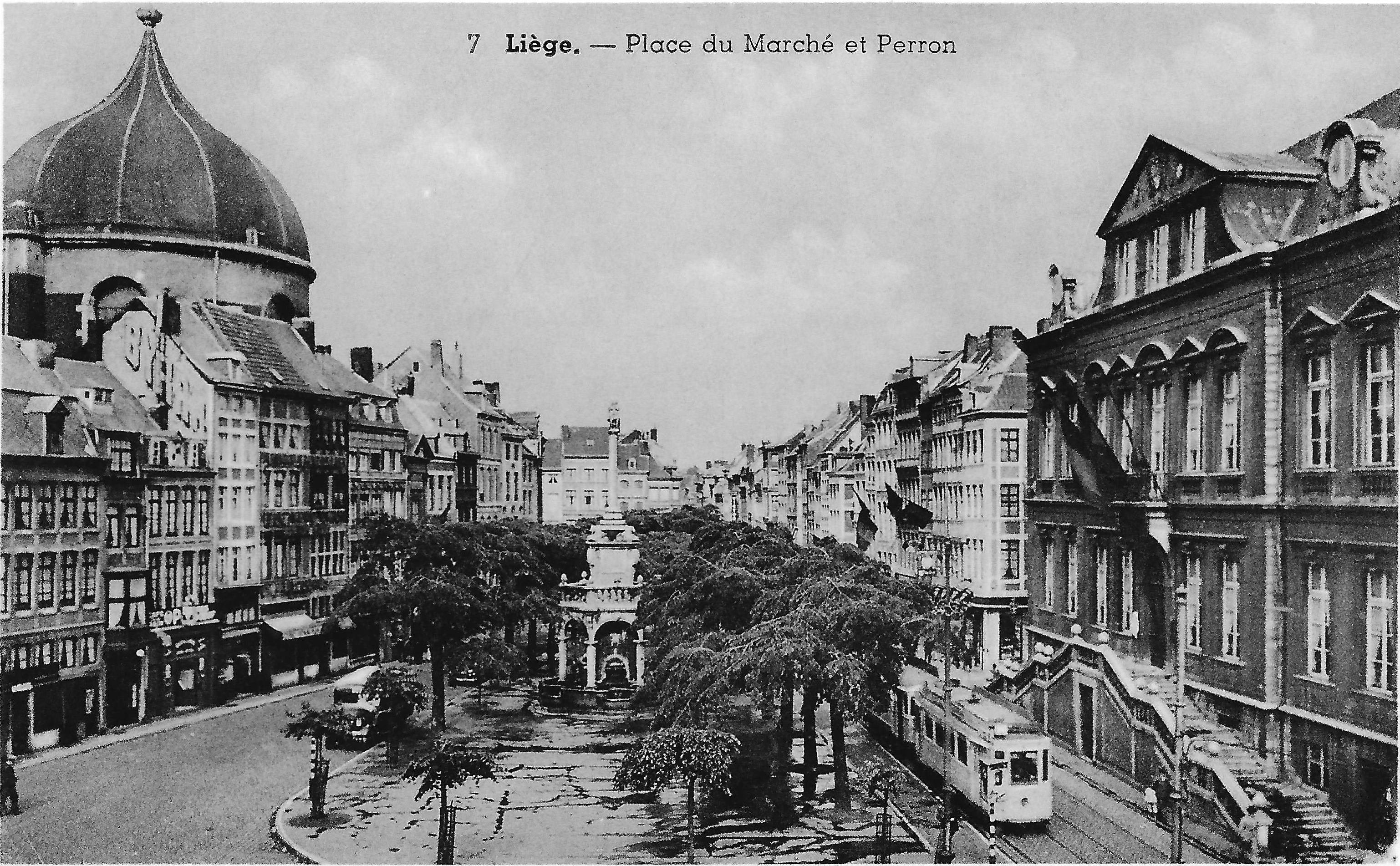
Un tram Place du Marché.
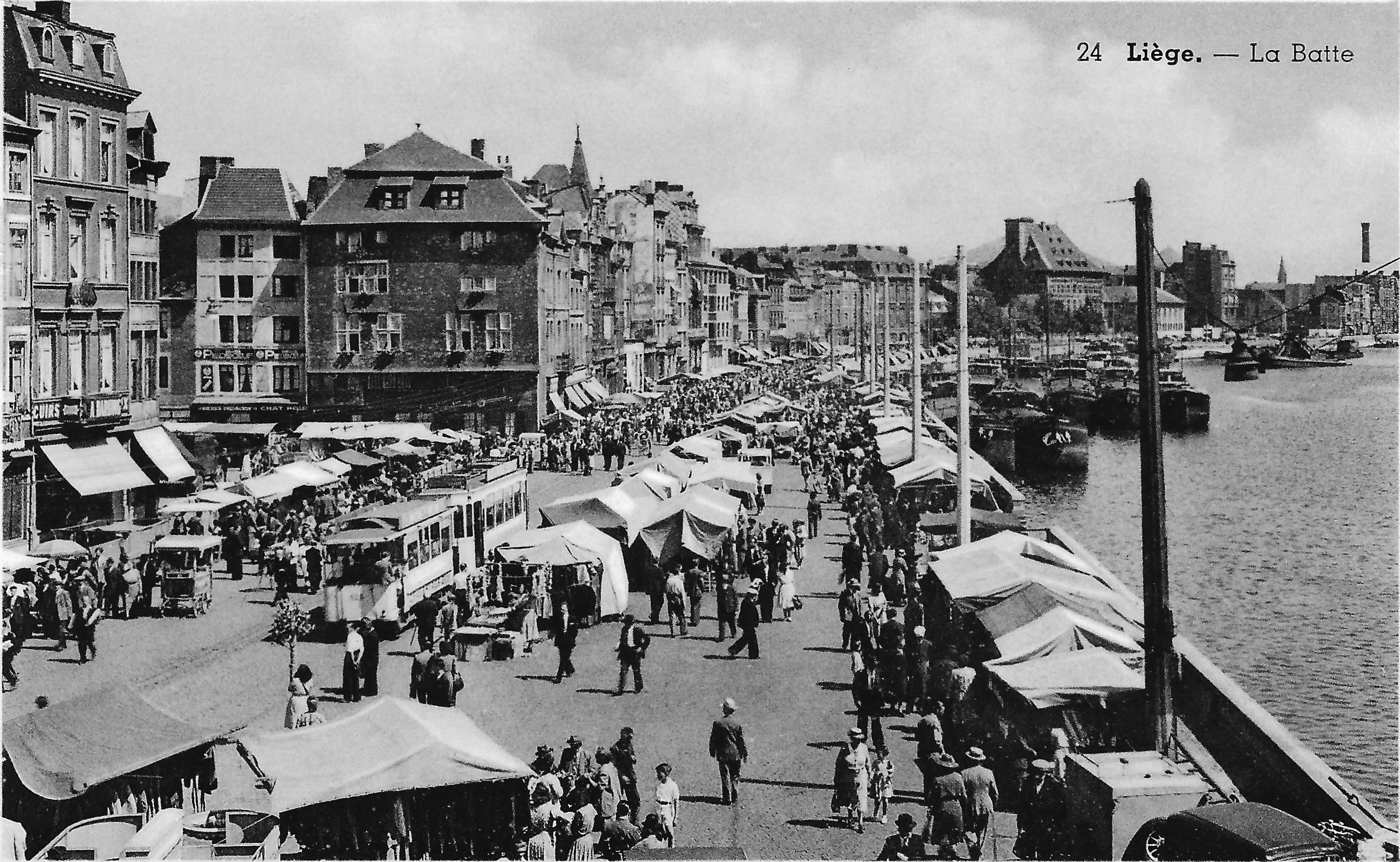
Un tram sur les quais.

## Matériel roulant

### Tramway, motrices électriques
- Motrices
  - N° 110 à 115, livrées par Maschinenfabrik Augsburg-Nürnberg (MAN) en 1908, puissance  2 x 50 CV, ex-Tramways Est - Ouest de Liège (E.O.);
  - N° 116 à 122, livrées par Siemens en 1913, ex-Tramways Est - Ouest de Liège(E.O.);
  - N° 127 à 133, livrées par les Ateliers de Familleureux et ACEC en 1926, puissance 2 x 60 CV;
  - N° 134 à 146, livrées par les usines Ragheno à Malines en 1930[3],[4];
  - N° 169 à 193, livrées par Baume & Marpent et ACEC en 1930, puissance 2 x 75 CV[5];
  - N° 257 à 268, livrées en 1914.

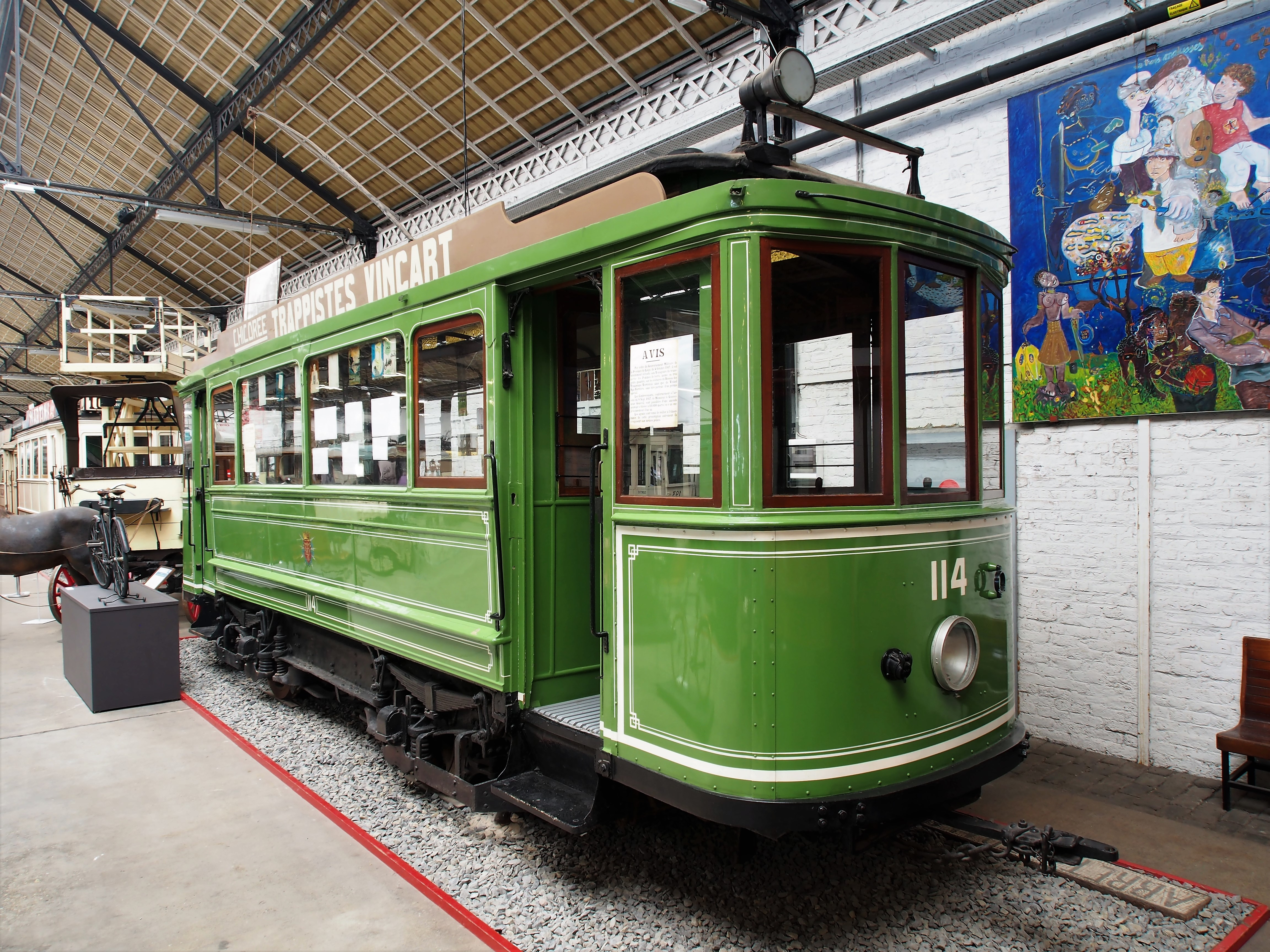
Motrice série 110 à 115 de 1908.
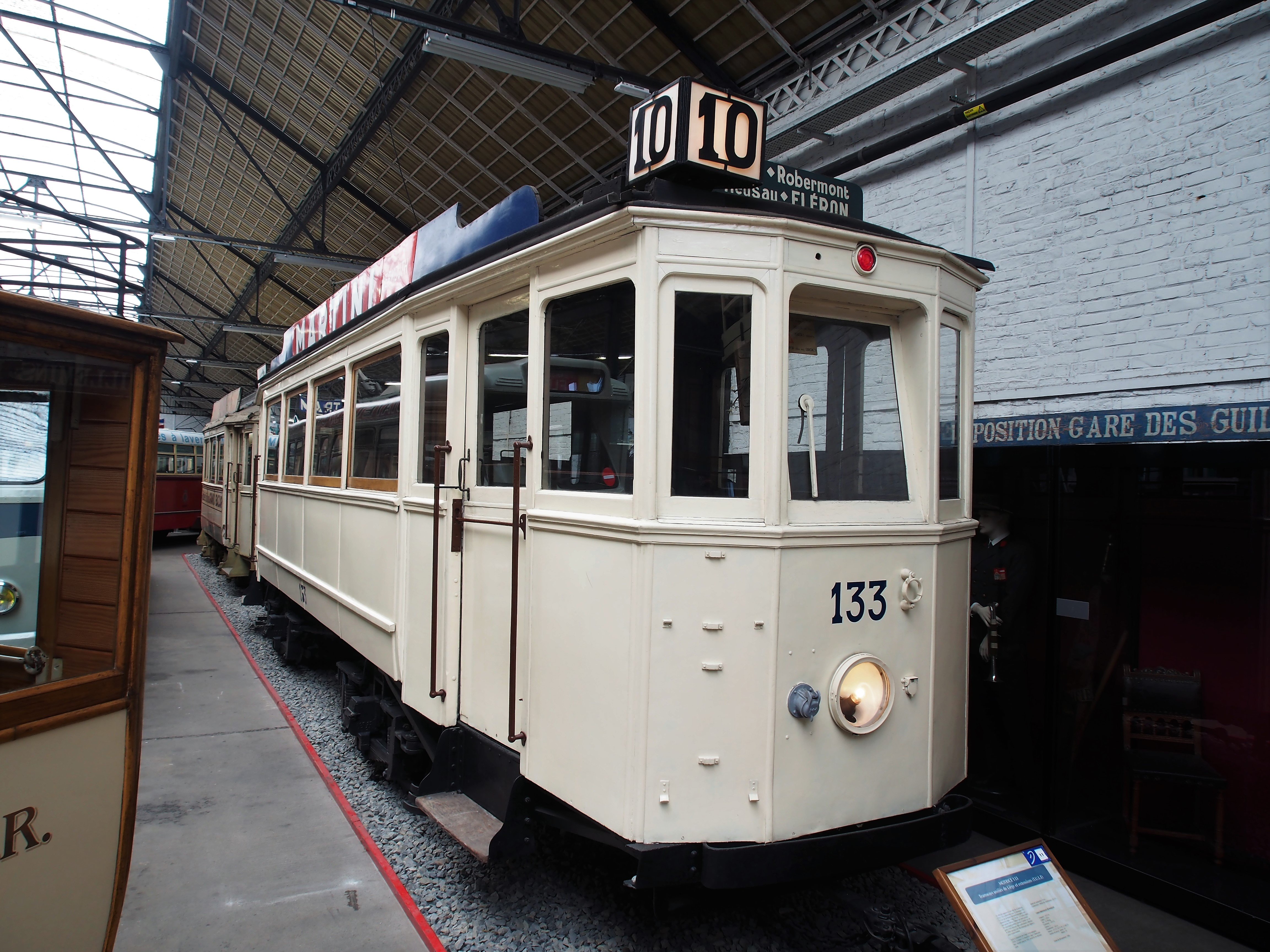
Motrice série 127 à 133 de 1926.
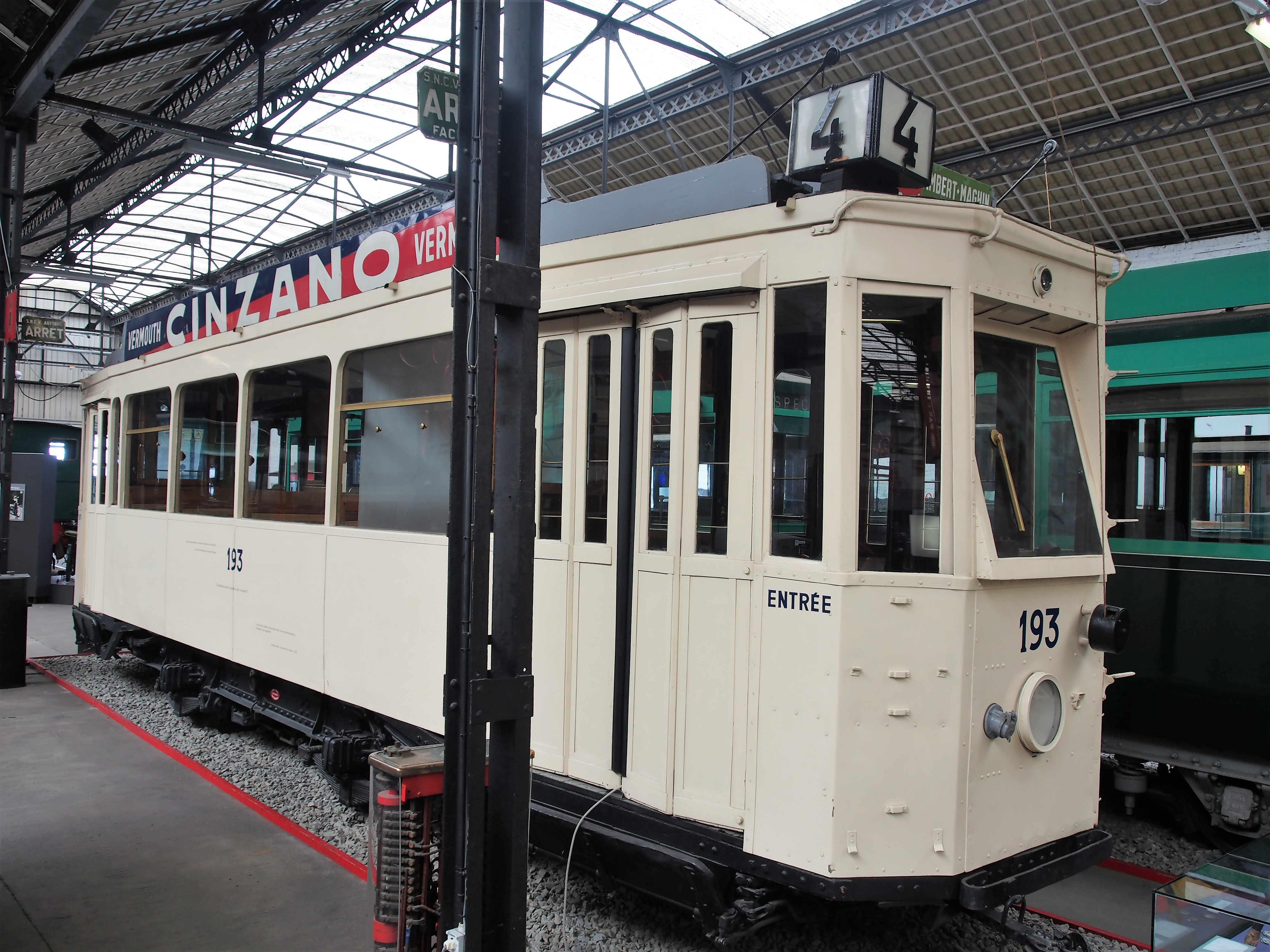
Motrice série 169 à 193 de 1930.
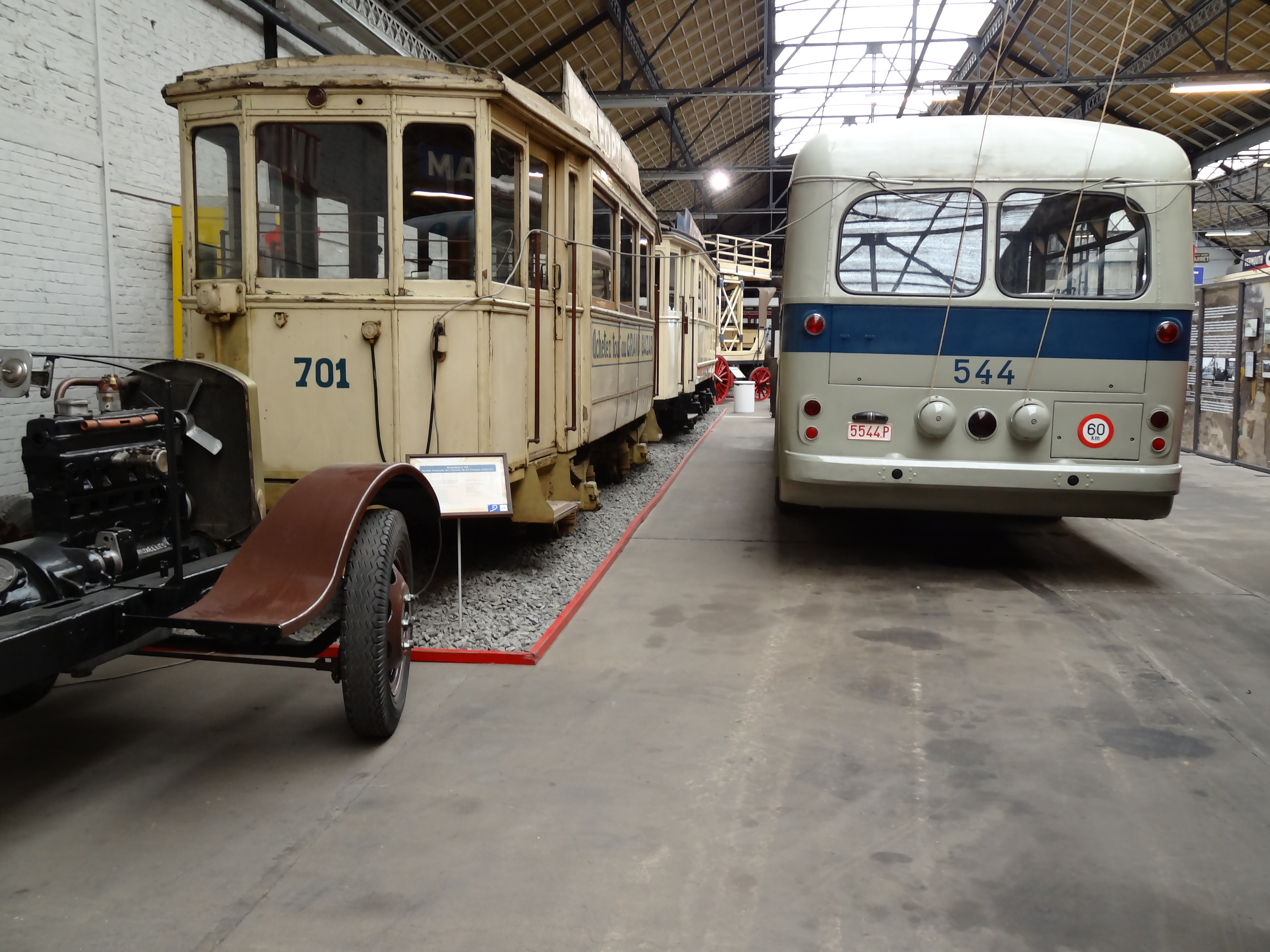
Remorque série 701 à 712 de 1926.

### Tramway, remorques
- N° 701 à 712, livrées par les Ateliers de Familleureux en 1926;

#### Monographies
- Edmond Fellingue, Les tramways au pays de Liège, t. 1 : Les tramways urbains, Groupement belge pour la promotion et l'exploitation touristique du transport ferroviaire (GTF), 1985, 398 p.
- Jean-Géry Godeaux, Les tramways au pays de Liège, t. 3 : Liège aux fils des trolleybus, Groupement belge pour la promotion et l'exploitation touristique du transport ferroviaire (GTF), 2001, 490 p.

#### Articles
- (nl) « De Tramways Unifiés de Liège et Extensions », sur le site zone01.be
- « Liège (1930-1971) », sur le site trams-trolleybus.be